# أندريس إل. ماتيو
أندريس إل. ماتيو (بالإسبانية: Andrés L. Mateo)‏ (30 نوفمبر 1946، سانتو دومينغو في جمهورية الدومينيكان)؛ شاعر وروائي دومينيكاني.